# Megastigmus thuyopsis
Megastigmus thuyopsis är en stekelart som beskrevs av Kôji Yano 1918. Megastigmus thuyopsis ingår i släktet Megastigmus och familjen gallglanssteklar. Inga underarter finns listade i Catalogue of Life.